# Alexandre Promio

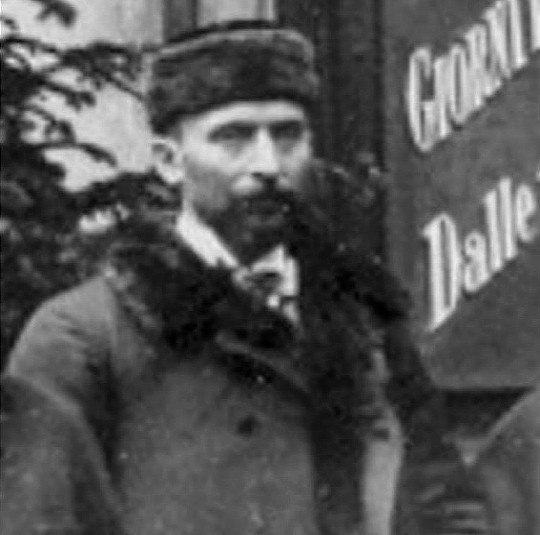
Alexandre Promio.

Jean Alexandre Louis Promio, född 9 juli 1868 i Lyon, död 24 december 1926 i Asnières-sur-Seine, var en fransk filmfotograf och regissör. Han räknas till pionjärerna inom filmen och var upphovsman till Sveriges troligen första journalfilm, som visade kung Oscar II:s ankomst den 15 maj 1897 till Allmänna konst- och industriutställningen.

## Biografi
Alexandre Promio härstammade från en italiensk släkt som bosatte sig i Lyon. Under sin tid som assistent till en optiker i Lyon bevittnade han den första presentationen av ett nytt medium för rörliga bilder, kinematografen. Promio var fotointresserad och upplevelsen gjorde djupt intryck. Den 1 mars 1896 lämnade han sin anställning och började arbeta hos bröderna Auguste och Louis Lumière som hade sin verksamhet i Lyon. På kort tid blev han utsedd till chef för filmenheten och fick ansvara för utbildningen av de första kinematograf-operatörerna.
Hans uppgift blev även att presentera och marknadsföra det nya mediet världen över. Så besökte Promio mellan april 1896 och september 1897 en lång rad städer. Den första resan gick till Madrid där han demonstrerade rörliga bilder den 13 maj 1896. Den 7 juli gav han en filmdemonstration för tsaren Nikolaj II av Ryssland och kejsarinnan i Sankt Petersburg och därefter besökte han England, Tyskland och Ungern. I september 1896 anlände han till USA. I Italien filmade han den 25 oktober 1896  Venedig från en gondol. Filmen premiärvisades den 13 december 1896 in Lyon under  titeln Panorama du Grand Canal vu d'un bateau som visar en kort båtresa på Canal Grande. Det var troligen världens första filmupptagning med en rörlig kamera.
Efter 1898 företog han inte några resor längre och bosatte sig i Lyon men var fortfarande anställd vid Lumière. Informationer om Promio senare karriär är knapphändiga. År 1907 filmade han för Pathé och mellan 1914 och 1915 deltog han i första världskriget. Efter kriget blev han stillbildsfotograf och filmfotograf till den algeriska regeringen, där han skapade knappt 3 000 fotografier och 38 dokumentärfilmer. Han återvände sjuk och bosatte sig i Asnières-sur-Seine nära Paris där han avled i sin bostad på julafton 1926. Hans död meddelades av fackpressen först fyra månader senare.

## Promio i Sverige
I Lumières affärskoncept ingick att visa kinematografin inte bara för allmänheten utan även för kungligheter och jämförbara prominenser. Och som en ytterligare finess fick dessa se sig själva ”på den vita duken” i en filmupptagning som Promio hade producerat samma dag eller någon dag tidigare.
Så skedde även i Stockholm där han vistades under två veckor på försommaren 1897 för att visa Lumières uppfinning på Allmänna konst- och industriutställningen. Under sin visit i Sverige spelade han in 14 titlar som så småningom hamnade i Lumières katalog. Vid det tillfälle utbildade Promio även Sveriges första filmfotograf Ernest Florman som bidrog med fler filmer till utställningen. Själva kinematografen fanns i utställningens miniatyrstad Gamla Stockholm i ett för ändamålet iordninggjort rum. Denna tidiga form av filmteater räknas som Stockholms första biograf (se Stockholms biografer). Lokalen rymde omkring 100 personer och kallades Lumières Kinematograf i Gamla Stockholm.
Ett aktuellt bidrag, som filmades av Promio den 15 maj 1897 och som kan ses som Sveriges första journalfilm, visade hur Oscar II tillsammans med kronprins Gustaf (sedermera Gustaf V) anländer till utställningsområdet på Djurgården och där hälsas välkommen av Prins Eugen. Redan samma dag fick Oscar II se filmen H. M. Konungens ankomst till utställningen på Stockholms slott och han "uppskattade högeligen att se sig själv på den vita duken". På kulisstadens Stortorget skapade Promio  även en av Sveriges första spelfilmer den hette Slagsmål i Gamla Stockholm, längd en minut. Handlingen: Tiden är ett medeltida Stockholm. Inledande bilder utanför Gamla Stockholms huvudentré. Folk i rörelse. På Stortorget med brunnen i Gamla Stockholm flanerar några damer. Två män börjar slåss, kanske om en av kvinnorna. Flera stadsvakten i blanka hjälmar ingriper och för bort en av slagskämparna. Torget är därefter åter lugnt.

## Promios svenska filmer
- H. M. Konungens ankomst till utställningen,  (premiär 1897-05-15), foto och regi
- Slagsmål i Gamla Stockholm, (premiär 1897-07-03), regi och foto med Ernest Florman som assistent
- Avestaforsen, (premiär 1897-07-03), regi och foto
- Jubileumsutställningen, (1897), hopklipp från Stockholmsutställningen med bland annat kung Oscar II:s ankomst på utställningen, kung  Chulalongkorns landstigning vid Logårdstrappan och Slagsmål i Gamla Stockholm, regi och foto tillsammans med Ernest Florman[7]
- En bildserie ur Konung Oscar II:s lif, (premiär 1908-02-22), regi och foto tillsammans med Ernest Florman och Otto Bökman